# موزه حیات وحش سبزوار
موزه حیات وحش سبزوار، یکی از موزه‌های شهرستان سبزوار است که به معرفی گونه‌های جانوری و گیاهی منطقه سبزوار می‌پردازد. این موزه درون اداره محیط زیست سبزوار واقع شده‌است و همه روزه، در ساعات اداری برای عموم قابل بازدید می‌باشد.
در این موزه، اکثر جانوران پناهگاه حیات وحش شیراحمد و منطقه شکار ممنوع پروند، تاکسیدرمی شده و نگهداری می‌شوند؛ علاوه بر این بعضی از گونه‌های جانوری مهاجر همچون پلیکان‌ها نیز تاکسیدرمی شده‌اند.

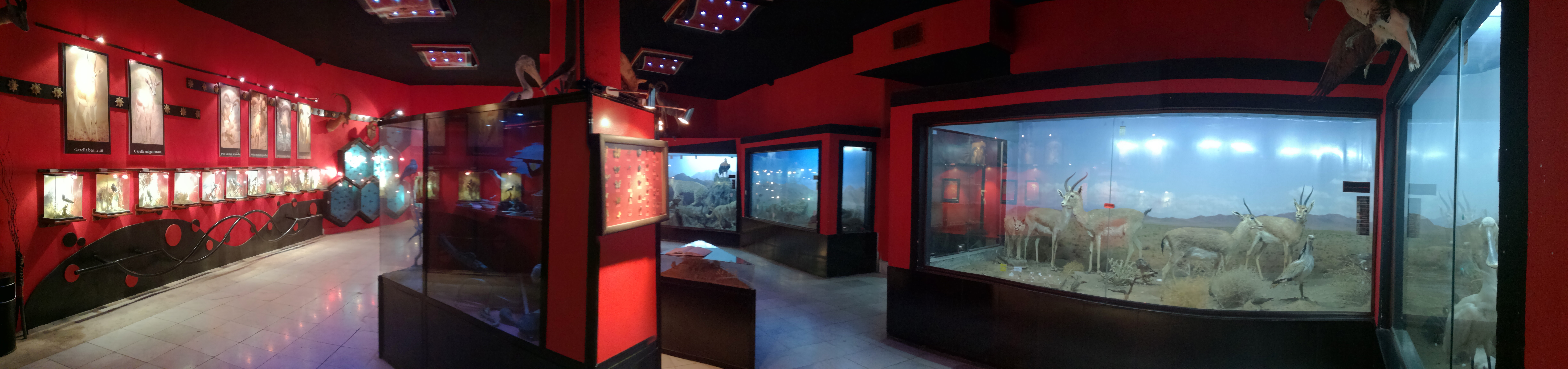
سراسرنمای موزه حیات وحش سبزوار

## نگارخانه

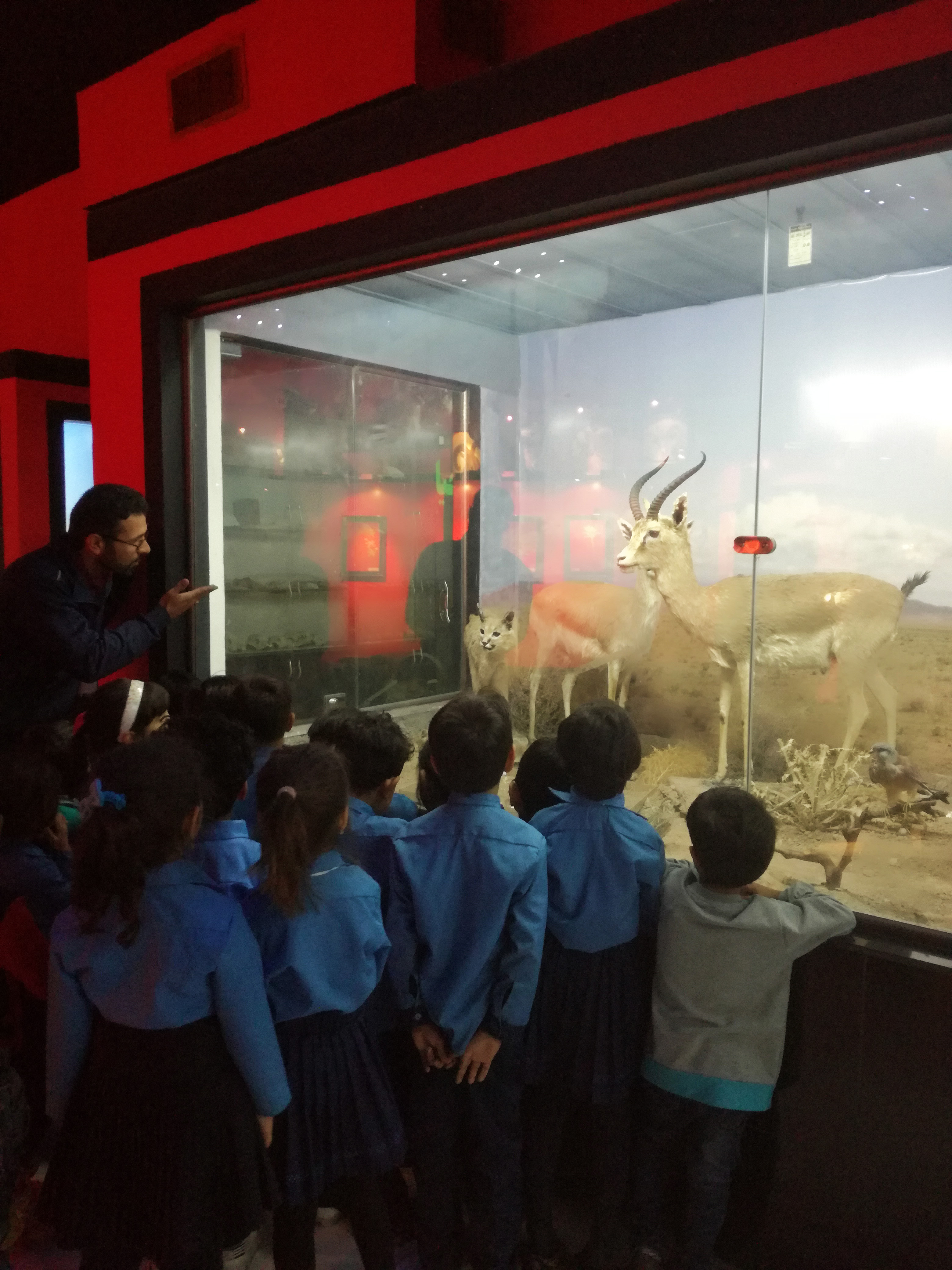
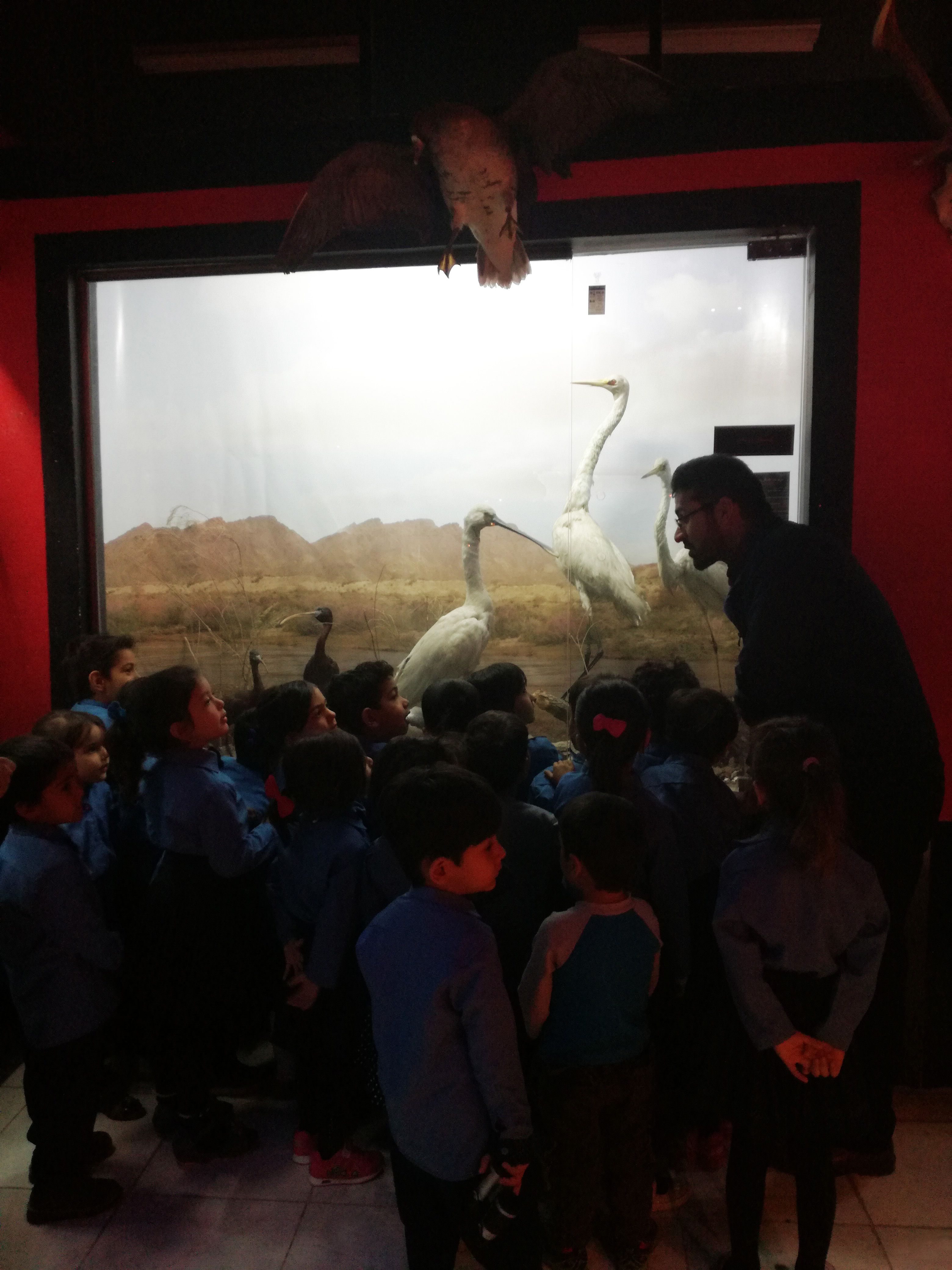
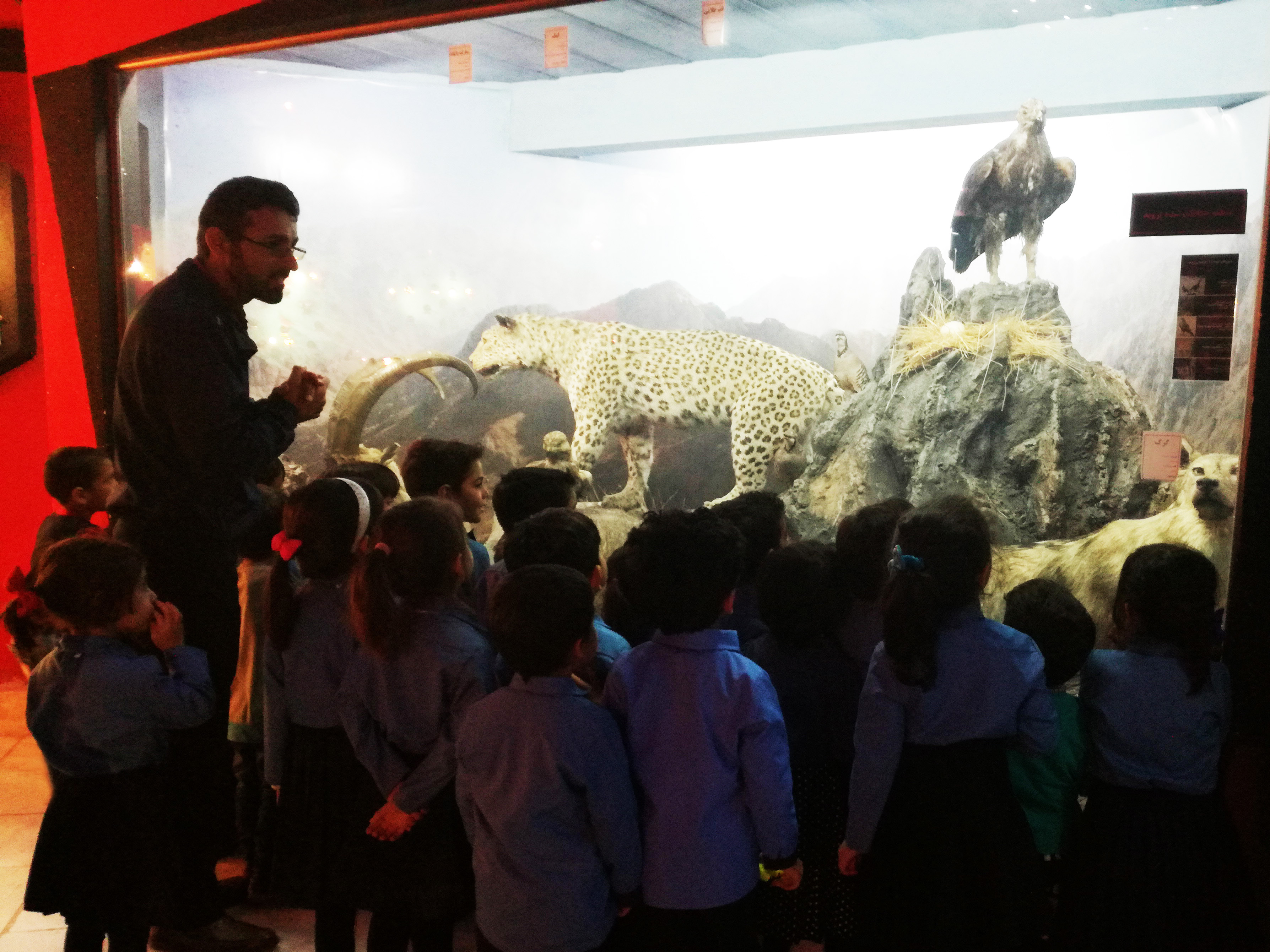